# ФК БАТЕ Борисов
ФК БАТЕ е беларуски футболен клуб от град Борисов. Играе в Беларуска премиер лига, провежда мачовете си на стадион Борисов Арена.

## История
Клубът е основан през 1973 и преоснован през 1996. От 1996 ФК БАТЕ печели седем национални първенства и играе добре в евротурнирите. Играят с Милан, Болоня, Мюнхен-1860. Сред най-запомнящите се мачове е домакинският с Мюнхен-1860 за Купа Интертото в който БАТЕ бие с 4:0, но безспорно най-големия успех е през сезон 2008/09, когато във втори предварителен кръг на Шампионската лига е отстранен белгийския гранд ФК Андерлехт след победа като гост с 2:1 и равенство у дома 2:2. В третия предварителен кръг на ШЛ жребият срещна беларуския отбор с българския ПФК Левски (София). В първия мач в София ФК БАТЕ побеждава с 1:0 българския шампион и след равенство 1:1 във втората среща в Беларус се класира в групите на Шампионската лига, като става първия беларуски тим, достигнал груповата фаза на турнира. В груповата фаза се пада с отборите на Реал Мадрид, Ювентус и носителя на Купата на УЕФА за 2008 г. Зенит. След 3 изиграни мача футболистите на БАТЕ записват много добри резултати, като губят от Реал Мадрид с 2:0, като гост, и сътворяват сензация като правят 2:2 с Ювентус, водейки с 2:0 до 20-а минута. В третия си мач БАТЕ Борисов отново впечатлява, този път като гост измъква равенство на носителя на Купата и Суперкупата на УЕФА Зенит с резултат 1:1.
През сезон 2011/12 за втори път в своята история достига до груповата фаза на Шампионската лига, след като в плейофа на турнира елиминира австрийския Щурм Грац след общ резултат 3:1. При жребия в Монте Карло, където се провежда тегленето за групите, отборът на БАТЕ се пада в една група с тимовете на Барселона, Милан и Виктория Пилзен, където завършва на последно място. През сезон 2012/13 отборът за трети път се класира в групите на Шампионската лига, като записва впечатляващи победи срещу Лил и бъдещият европейски клубен шампион Байерн Мюнхен, които се оказват достатъчни, за да завърши отборът на трето място в групата и да продължи в директните елиминации на Лига Европа, където отпада след поражение от Фенербахче. През сезон 2012/13 отборът от Борисов за пореден път става шампион на Беларус, но в Шампионската лига е отпада още във втория кръг на квалификациите, след две поражения с по 0:1 от казахстанския Шахтьор Караганда. През следващия сезон 2013/14 за пореден път отборът става шампион в родината си и успява да се класира за четвърти път в групите на Шампионската лига.
Известни футболисти като Александър Хлеб (Щутгарт, Арсенал, Барселона), Витали Кутузов (Милан, Авелино, Сампдория, Парма), Юри Жевнов (ФК Москва, Зенит (Санкт Петербург)) започват професионалната си футболна кариера от ФК БАТЕ.

## Срещи с български отбори
БАТЕ се е срещал с български отбори в официални и контролни срещи.

### „Левски“
С „Левски“ се среща в третия предварителен кръг на ШЛ през сезон 2008/
2009 г. В първия мач в София БАТЕ побеждава с 1:0. Втората среща в Беларус завършва с равенство 1:1.

### „Литекс“
С „Литекс“ се среща на плейофна фаза за влизане в групите на Лига Европа през сезон 2009/2010 г. В първия мач, оранжевите от Ловеч печелят срещата с 0 – 1 с гол на Сандриньо в 80 мин. в мач, игран на градския стадион в Борисов. На реванша, в Ловеч, Бате открива резултата в 87 мин. чрез Сосновски и срещата отива в продължения. Там в рамките на две по 15 мин.,гостите от Борисов вкарват нови 3 попадения и с общ резултат 0 – 4 в реванша и общо 1 – 4 в тяхна полза елиминират Литекс и се класират за груповата фаза на турнира.

### „Лудогорец“
С „Лудогорец“ се е срещал два пъти в контролни мачове. Първата среща се играе на 7 февруари 2016 г. в турския курорт Белек като завършва 3 – 0 за „Лудогорец“. Втората среща се играе на 7 февруари 2017 г. в турския курорт Белек като завършва 2 – 1 за „Лудогорец“.

### „ЦСКА“
С ЦСКА се среща във втория кръг на Лига Европа през сезон 2020/21. В един мач ЦСКА печели с 2:0 в София. След тази победа ЦСКА се класира в третия кръг на ЛЕ.

## Успехи
- Шампион на Беларус (15, рекорд): 1999, 2002, 2006, 2007, 2008, 2009, 2010, 2011, 2012, 2013, 2014, 2015, 2016, 2017, 2018
- Носител на Купа на Беларус (5): 2005/06, 2009/10, 2014/15, 2019/20, 2020/21
- Носител на Суперкупа на Беларус (8): 2010, 2011, 2013, 2014, 2015, 2016, 2017, 2022

## Български футболисти
- Владислав Мирчев: 2008/09 - (10 мача - 3 гола)